# Opwijk
Opwijk é um município da Bélgica localizado no distrito de Halle-Vilvoorde, província de Brabante Flamengo, região da Flandres.

## Galeria de imagens

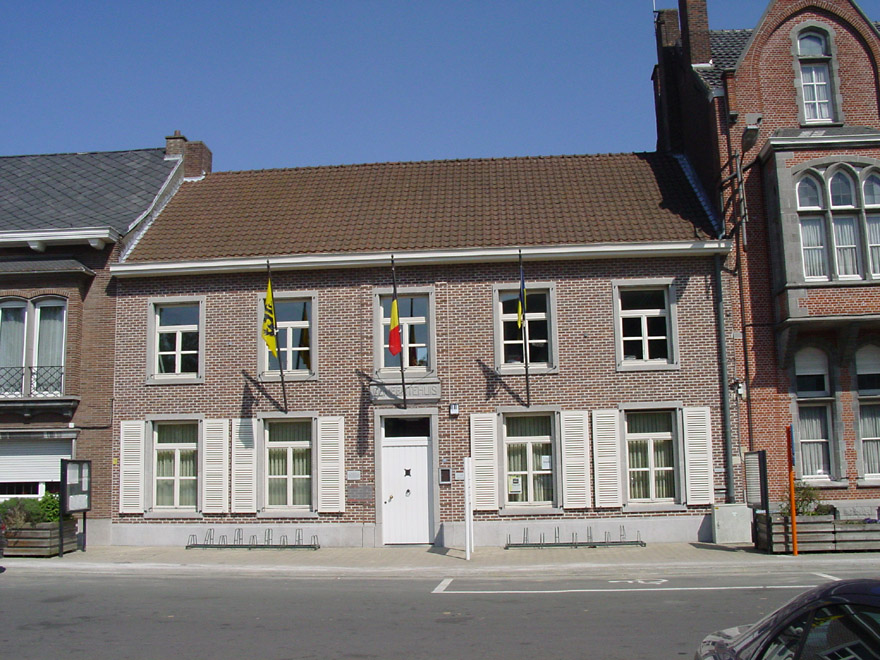
Prefeitura de Opwijk, prédio 1
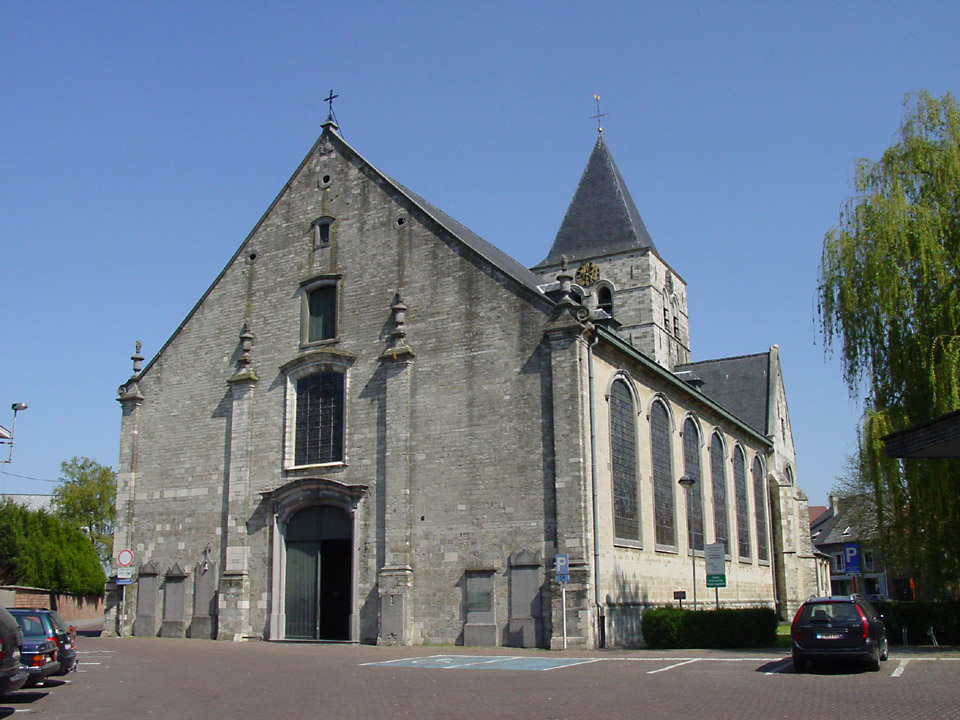
Igreja no centro de Opwijk